# 平波亘
平波 亘（ひらなみ わたる、1978年12月13日 - ）は、日本の映画監督である。

## 経歴
長野県塩尻市出身。長野県松本美須々ヶ丘高校を経て、2001年に旭川大学を卒業。2004年ENBUゼミナール卒業を経て自主制作活動を開始。2008年にぴあフィルムフェスティバルのPFFアワードに入選。以降も国内外の映画祭やイベントで作品が上映される。映画監督だけでなく、TVドラマの監督、舞台演出、ミュージックビデオの製作もコンスタントに行い、また商業・インディペンデント問わず助監督としても数多くの作品に参加している。

## 監督作品

### 長編映画
- スケルツォ （2008／75min）
- 青すぎたギルティー （2010／80min）
- アイネクライネ・ナハトムジーク （2011／73min）
- 労働者階級の悪役 （2012／68min）
- トムソーヤーとハックルベリーフィンは死んだ （2013／70min）
- 東京戯曲 （2013／83min）
- トーチソングス・グレイテストヒッツ （2014／67min）
- ハッピートイ （2015／96min）
- イースターナイトメア〜死のイースターバニー〜 （2016／64min）
- the believers ビリーバーズ（2020／110min）
- 餓鬼が笑う （2022／105min）
- サーチライト-遊星散歩-（2023／93min）

### 短編映画
- 退屈ノ花 （2004／17min）
- Dust Girl A Go Go（2006／20min）
- あやめ（2007／44min）
- Worst Dream of the Year #01（2009／19min）
- everybody loved the guitar man［music take］（2012／15min）
- everybody loved the guitar man［cinema take］（2012／25min）
- トオルとアキラ（2012／30min）
- 倉庫内作業員の恋（2012／11min）
- ウィンターズ・レコード（2013／26min）
- farewell tape（2013／7min）
- 杉並区の渋谷くん（2013／12min）
- I Must Go -music film-（2014／13min）
- ワークショップVS世界（2014／10min）
- プレイタイム（2015／27min）
- ザ・フィルム・イズ・マイン（2018／9min）
- ワールズエンドファンクラブEP（2019／15min）
- ワールズエンド・ファンクラブLP（2020／35min）

### 舞台
- LIGHTS / ライツ  (2016) ※オリジナル戯曲
- 署名人　75min (2017) ※清水邦夫の戯曲を演出

### Music Video
- 百々和宏「ながいおわかれ」 (2012)
- 百々和宏「クラクラ」 (2012)
- 百々和宏「ロックンロールハート」 (2012)
- 倉内太と彼のクラスメイト「倉庫内作業員の恋～So Good Night～」 (2012)
- BiS「レリビ（IDOL IS DEAD ver.）」 (2014)
- 堂島孝平「俺は、ゆく」 (2014)
- いずこねこ「e.c.l.s」 (2015)
- ASH DA HERO「Everything」(2016)
- 曽我部恵一「愛と言え」（2023）

### TV DRAMA
- のの湯（2019／BS12）
- ほぼ日の怪談。怪・その九「あの人はどこにいるの？」（2020／TVK）
- ベイビーわるきゅーれ エブリデイ！（2024／テレビ東京）

## 助監督作品
- 無防備  dir: 市井昌秀（2008）
- こっぴどい猫  dir: 今泉力哉 (2011)
- グレイト・グランマ・イズ・スティル・アライブ  dir: 村松正浩 (2011)
- スリー★ポイント  dir: 山本政志 (2011)
- 終わってる　dir: 今泉力哉 (2011)
- 聴こえてる、ふりをしただけ dir: 今泉かおり (2011)
- nico  dir: 今泉力哉 (2012)
- あの女はやめとけ  dir: 市井昌秀 (2012)
- ありふれたライブテープにFocus  dir: 山下敦弘 (2012)
- アイドル・イズ・デッド  dir: 加藤行宏 (2012)
- ロング・サマー・スクール  dir: 村松正浩 (2012)
- サッドティー  dir: 今泉力哉 (2013)
- ダンスナンバー 時をかける少女 dir: 三浦直之(ロロ) (2013)
- 社会人　dir: 二ノ宮隆太郎 (2013)
- ミスターホーム  dir: 池田千尋、長友孝和、ハセガワアユム、工藤渉、根本宗子  (2014)
- 夜があけたら  dir: 川村清人 (2014)
- 戦慄怪奇ファイル コワすぎ！最終章  dir: 白石晃士 (2015)
- 戦慄怪奇ファイル 超コワすぎ！FILE-01 恐怖降臨！コックリさん  dir: 白石晃士 (2015)
- 戦慄怪奇ファイル 超コワすぎ!FILE-02 暗黒奇譚!蛇女の怪  dir: 白石晃士 (2015)
- 知らない、ふたり  dir: 今泉力哉 (2015)
- つむぐもの  dir: 犬童一利 (2016)
- なけもしないくせに　dir: 井上真行 (2016)
- 黒い暴動♥︎  dir: 宇賀那健一 (2016)
- 川越街道　dir: 岡太地 (2016)
- 退屈な日々にさようならを　dir: 今泉力哉 (2016)
- STAR SAND 星砂物語　dir: ロジャー・パルバース (2017)
- キセキの葉書　dir: ジャッキー・ウー (2017)
- サトウくん　dir: 佐々木想 (2017)
- スクールアウトサイダー　dir: 松本花奈 (2017)
- 女流闘牌伝aki -アキ-　dir: 中村祐太郎 (2017)
- つま先だけが恋をした　dir: 猫目はち (2018)
- サラバ静寂　dir: 宇賀那健一 (2018)
- パンとバスと2度目のハツコイ　dir: 今泉力哉 (2018)
- 枝葉のこと　dir: 二ノ宮隆太郎 (2018)
- 名前　dir: 戸田彬弘 (2018)
- ジャンクション29　dir: ウエダアツシ  山田晃久 (2019)
- 魔法少年☆ワイルドバージン　dir: 宇賀那健一 (2019)
- 転がるビー玉  dir: 宇賀那健一（2020）
- 街の上で  dir: 今泉力哉（2020）
- 僕の好きな女の子  dir: 玉田真也（2020）
- 脳天パラダイス  dir: 山本政志（2020）
- めぐみへの誓い -The Pledge to Megumi-  dir: 野伏翔（2021）
- 藍に響け  dir: 奧秋泰男（2021）
- うみべの女の子  dir: ウエダアツシ（2021）
- 猫は逃げた  dir: 今泉力哉（2022）
- 生きててよかった  dir: 鈴木太一（2022）
- 裸足で鳴らしてみせろ  dir: 工藤梨穂（2022）
- そばかす  dir: 玉田真也（2022）
- 逃げきれた夢  dir: 二ノ宮隆太郎（2023）
- 赫くなれば其れ  dir: 猫目はち
- Love Will Tear Us Apart  dir: 宇賀那健一（2023）
- まなみ100% dir: 川北ゆめき (2023)
- アンダーカレント  dir: 今泉力哉（2023）
- 愚鈍の微笑み  dir: 宇賀那健一
- 市子 dir: 戸田彬弘 (2023)
- 王国（あるいはその家について）dir: 草野なつか（2023）
- 若武者  dir: 二ノ宮隆太郎（2024）
- からかい上手の高木さん  dir: 今泉力哉（2024）
- ナミビアの砂漠　dir: 山中瑶子（2024）
- とりつくしま　dir: 東かほり（2024）

## 受賞
- 2008年 - 第30回ぴあフィルムフェスティバル・入選（『スケルツォ』）[3]
- 2011年 - 第5回 田辺・弁慶映画祭・映検審査員賞（『青すぎたギルティー』）
- 2011年 - 第12回 TAMA NEW WAVE コンペティション・入選（『アイネクライネ・ナハトムジーク』）
- 2021年 - BERLIN INDIE FILM FESTIVAL・BEST FEATURE FILM（最優秀長編映画賞）受賞（『the believers ビリーバーズ』）
- 2022年 - 第44回 モスクワ国際映画祭 アウト・オブ・コンペティション出品（『餓鬼が笑う』）